# Rigoletto
Rigoletto je opera Giuseppe Verdiho z roku 1851. Autorem libreta je Francesco Maria Piave.
Námětem opery byla divadelní hra Victora Huga Král se baví (Le Roi s'amuse) z roku 1832, která měla v roce 1833 vážné problémy s cenzurou. Ty se nevyhnuly ani Verdiho opeře, jejíž libreto muselo být před uvedením opakovaně přepracováváno - například postava vévody z Mantovy byla v původní verzi králem, což bylo cenzory považováno vzhledem k jejímu charakteru za nepřípustné. Opera Rigoletto měla problémy s úřady i s rakouskou cenzurou. Především kvůli cenzuře se v Itálii opera uváděla i pod názvy „Viscardello“, „Clara di Pert“ nebo „Lionello“.
Premiéra se konala 11. 3. 1851 v Teatro La Fenice v Benátkách. Opera ihned dosáhla velkého úspěchu, ale vyvolala i kritiku. Přestože jde o typickou italskou hudbu, vytýkali jí kritici germanismus.

## Postavy
- vévoda z Mantovy (tenor)
- Rigoletto, jeho šašek (baryton)
- Gilda, Rigolettova dcera (soprán)
- Giovanna, Gildina společnice (mezzosoprán)
- hrabě Monterone (baryton)
- hrabě Ceprano (bas)
- hraběnka, Cepranova manželka (soprán)
- Sparafucile, nájemný vrah, majitel krčmy (bas)
- tanečnice Maddalena, jeho sestra (kontraalt)
- Borsa, dvořan (tenor)
- Marullo, kavalír (baryton)
- dámy, kavalíři, dvořané, pážata, … (sbor)

## Obsah
Děj se odehrává v Mantově v 16. století.

### První dějství
Mantovskému vévodovi učarovala neznámá dívka, s níž se seznámil v kostele. To mu nijak nebrání svádět na plese hraběnku Ceprano. Hněvu a žárlivosti jejího manžela si nevšímá. Hrbáč Rigoletto, dvorní šašek, se hraběti Ceprano posmívá, stejně jako hraběti Monterone, který přichází se stížností, že vévoda zneuctil jeho dceru. Za tyto posměšky hrabě Monterone Rigoletta proklíná.
Rigoletta, vyděšeného kletbou hraběte Monterone, osloví při návratu z plesu nájemný vrah Sparafucile a nabídne mu své služby. Rigoletto prozatím Sparafucila odmítne, ale zeptá se jej, kde ho najde, kdyby jej potřeboval.
Poté jde Rigoletto domů, kde žije se svou dcerou Gildou, již se snaží chránit před zhýralostí dvora. Proto jí vedle svého jména a jména její matky tají i své povolání šaška. Zakazuje dceři i její společnici Giovanně vycházet na veřejnost, povoluje jim vycházet jenom na mši. Netuší, že se jeho dcera v kostele seznámila s mužem, který se jí představil jako student Gualdiér Maldè.
```
Gilda se do něj zamilovala, aniž by věděla, že je to mantovský vévoda.
```

Dvořané, kteří Rigoletta nemají pro jeho jedovatý jazyk rádi, jej sledují domů. Považují Gildu za Rigolettovu milenku. Rozhodnou se ji unést a dovést k vévodovi. Přicházejícího Rigoletta požádají o pomoc. Teprve po dokončení únosu pozná Rigoletto podle Gildina výkřiku, že napomohl únosu vlastní dcery.

### Druhé dějství
Vévoda mezitím zjistil, že Gilda byla unesena. Jeho dvořané mu vyprávějí, jaký kousek provedli Rigolettovi a předávají mu Gildu. Rigoletto marně hledá Gildu v paláci a marně prosí dvořany o navrácení dcery. Ta se vrací zneuctěna a Rigoletto přísahá vévodovi pomstu za sebe i za Monterona, kterého dal vévoda mezitím uvěznit.

### Třetí dějství
Rigoletto bere svou dceru do Sparafucilovy hospody, aby Gilda na vlastní oči viděla, jak zhýralý život vévoda vede. Gilda slyší vévodův zpěv a vidí, jak se dvoří tanečnici Maddaleně. Rigoletto zatím zjednal Sparafucila, aby vévodu zavraždil a předal jeho mrtvolu Rigolettovi, který ji chce sám hodit do řeky.
Gilda, která vévodu stále miluje, se vrací do hostince vévodu varovat. Za dveřmi vyslechne rozhovor Sparafucila a jeho sestry. Maddalena, jež je do vévody také zamilována, bratra přesvědčuje, aby vévodu nechal žít. Sparafucile jí nabídne kompromis. Přijde-li do půlnoci někdo do krčmy, zavraždí jeho a tělo předá Rigolettovi místo vévody. Gilda se rozhodne vévodu zachránit a vejde do hospody, kde ji Sprafucile probodne.
Rigoletto nocí odnáší pytel s tělem k řece. Vtom slyší z hospody vévodův hlas. Rozváže pytel a najde v něm Gildu, která mu z posledních sil před smrtí vysvětlí, jak se věci mají. Rigoletto zůstává sám ve vzpomínkách na Monteronovu kletbu, které přičítá svůj nešťastný osud.

## Uvedení
- 2019 Metropolitní opera New York, dirigent: Nicola Luisotti, scéna: Christine Jones, kostýmy: Susan Hilferty, světelný design: Kevin Adams, choreografie: Steven Hoggett. Osoby a obsazení: Gilda (Nadine Sierra, Rosa Feola), Maddalena (Ramona Zaharia), Vévoda z Mantovy (Vittorio Grigolo, Francesco Demuro, Matthew Polenzani, Stephen Costello), Rigoletto (Roberto Frontali, George Gagnidze), Sparafucile (Štefan Kocán, Dimitry Ivashchenko), Hraběnka Ceprano (Samantha Hankey), Giovanna (Jennifer Roderer), Hrabě Monterone (Robert Pomakov), Matteo Borsa (Scott Scully), Marullo (Jeongcheol Cha), Hrabě Ceprano (Paul Corona), Páže (Catherine MiEun Choi-Steckmeyer), Ceremoniář (Earle Patriarco).[1]